# Horai, Murovani Kurîlivți
Horai (în ucraineană Горай) este un sat în comuna Stepankî din raionul Murovani Kurîlivți, regiunea Vinnița, Ucraina.

## Demografie
Componența lingvistică a localității Horai
     Ucraineană (99,31%)
     Alte limbi (0,69%)
Conform recensământului din 2001, majoritatea populației localității Horai era vorbitoare de ucraineană (99,31%), existând în minoritate și vorbitori de alte limbi.